# Schwedenplatz (métro de Vienne)
Schwedenplatz (en allemand : U-Bahn-Station Schwedenplatz) est une station de correspondance des lignes U1 et U4 du métro de Vienne. Elle est située sur le territoire d'Innere Stadt, 1er arrondissement de Vienne en Autriche.

## Situation sur le réseau

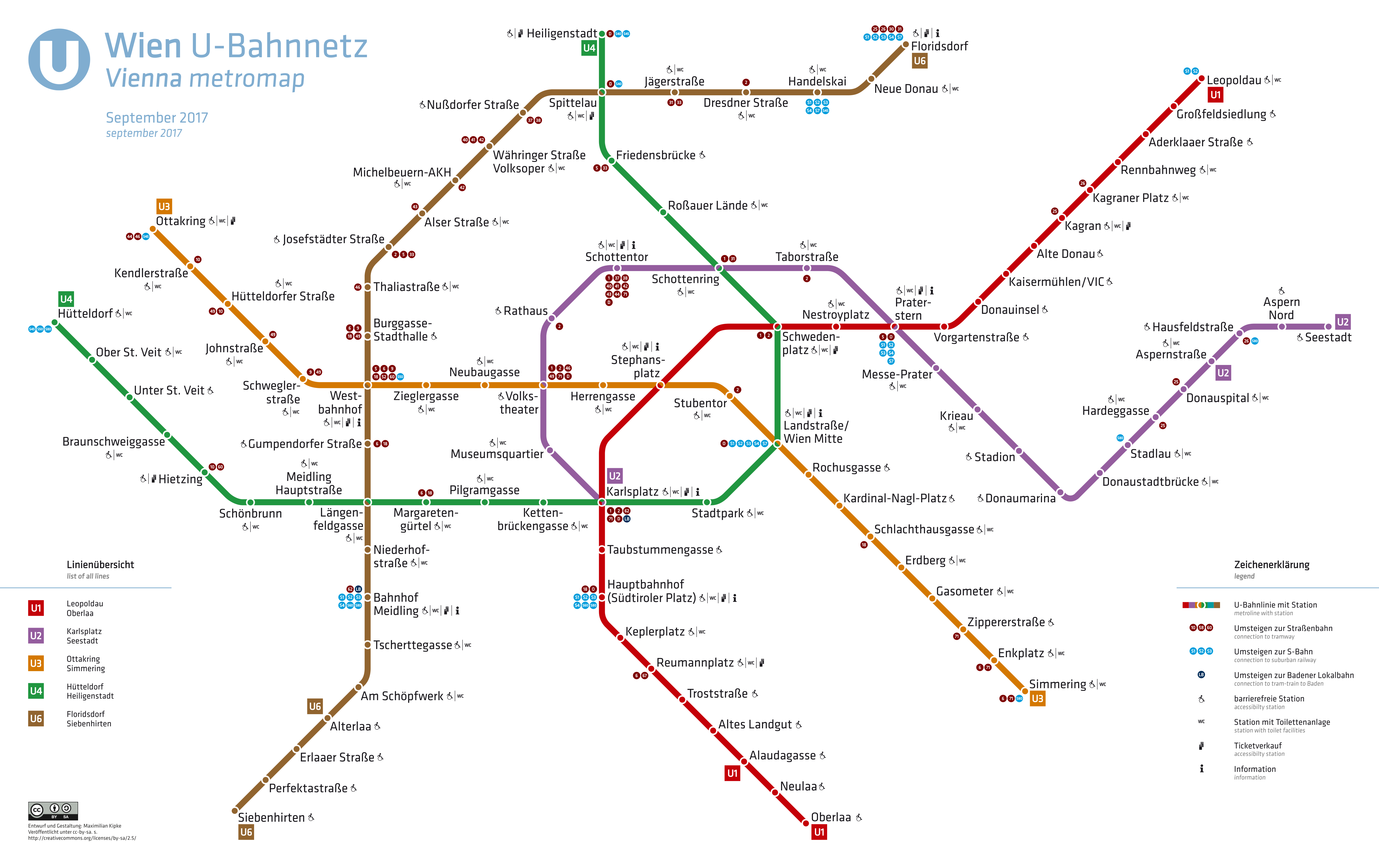
Plan du métro (2017).

Établie en souterrain, Schwedenplatz est une station de correspondance disposant de deux sous-stations :
Schwedenplatz U1 est une station de passage de la ligne U1 du métro de Vienne. Elle est située entre la station Stephansplatz, en direction du terminus sud Oberlaa, et la station Nestroyplatz, en direction du terminus nord Leopoldau. Elle dispose de deux quais latéraux desservis chacun par une voie, ils sont situés dans deux tubes parallèles obliquement de la sortie de la Rotenturmstraße au Schwedenbrücke ;
Schwedenplatz U4 est une station de passage de la ligne U1 du métro de Vienne. Elle est située entre la station Landstrasse, en direction du terminus ouest Hütteldorf, et la station Schottenring, en direction du terminus nord Heiligenstadt. Elle dispose d'un quai central encadré par les deux voies de la ligne, situés dans une galerie le long du Franz-Josefs-Kai et du canal du Danube.

## Histoire
La station est inaugurée le 6 août 1901 sous le nom de Ferdinandsbrücke. En novembre 1919, la Ferdinandsplatz est rebaptisée Schwedenplatz. En 1925, elle est adaptée à la nouvelle électrisation.
Le 15 août 1978, elle devient une station de la ligne U4. Le 24 novembre 1979, le tronçon U1 entre Stephansplatz et Nestroyplatz est fini d'être rénové. La construction des installations de l'U1 fut un défi pour les ingénieurs civils en raison du passage souterrain des bâtiments de la Griechengasse et, surtout, à cause du passage souterrain du canal du Danube. Le 9 juillet 1974, il y a un effondrement des eaux souterraines sur le chantier sous la Schwedenplatz.

## Services aux voyageurs

### Accès et accueil

Installations
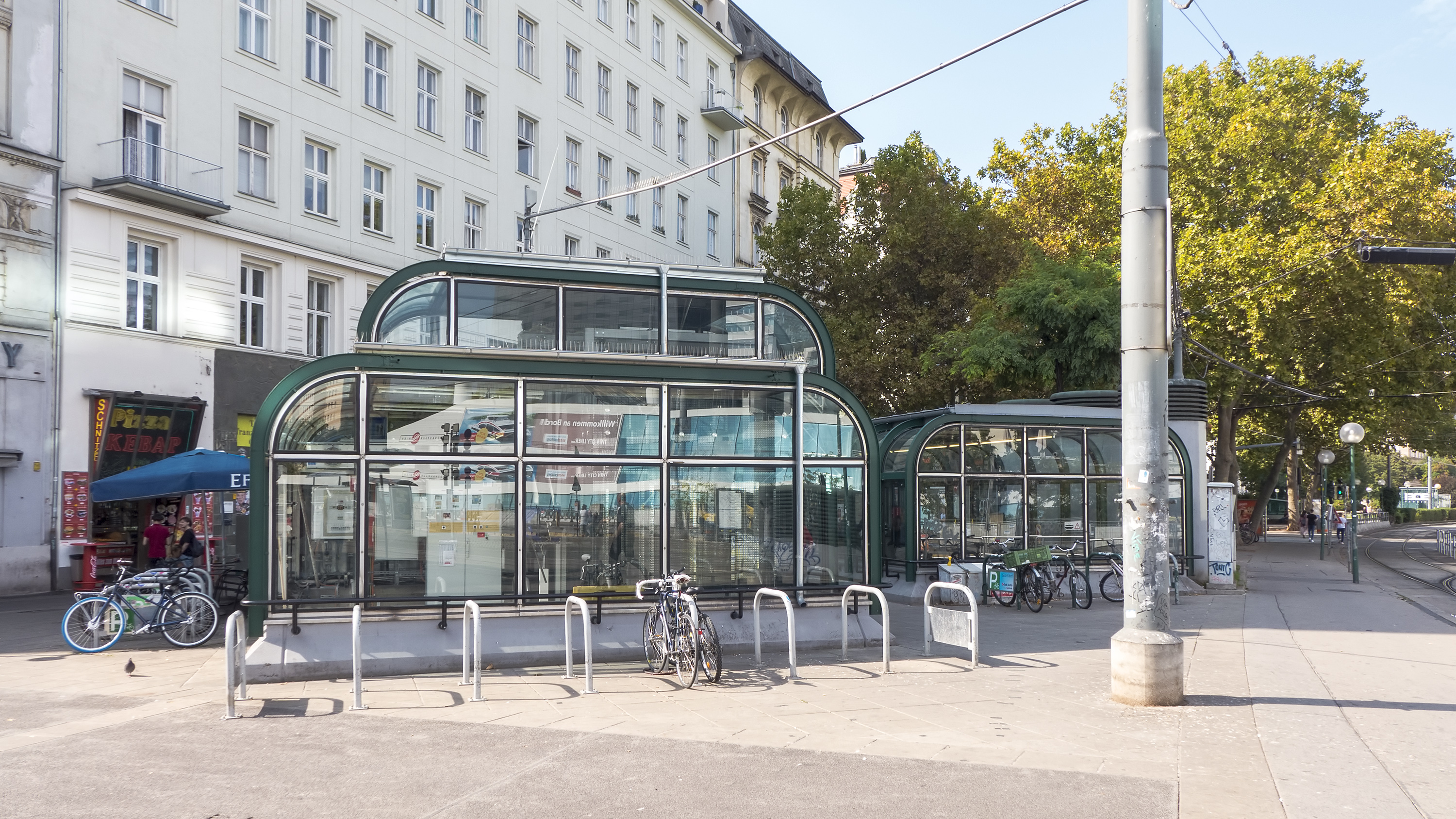
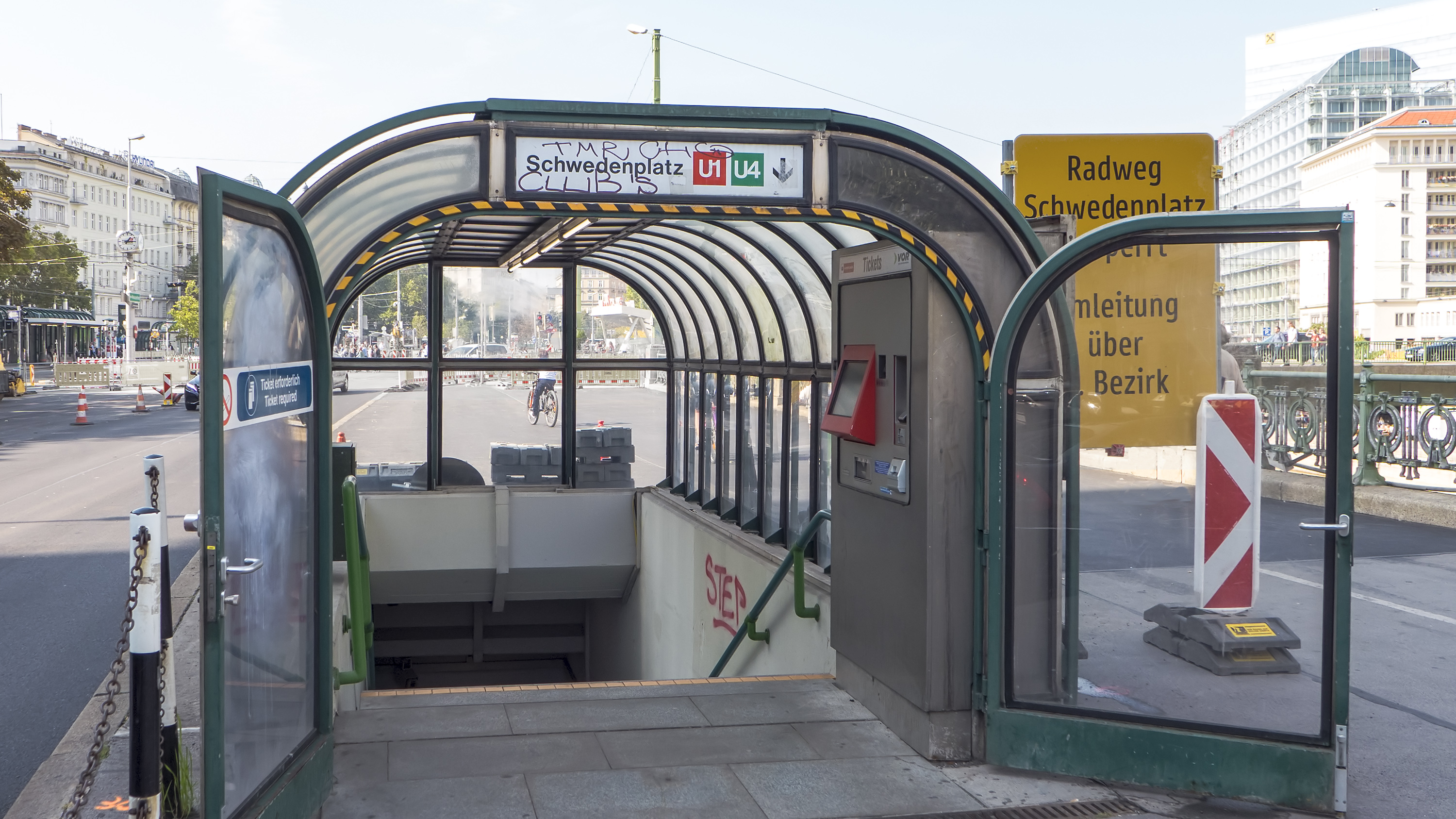
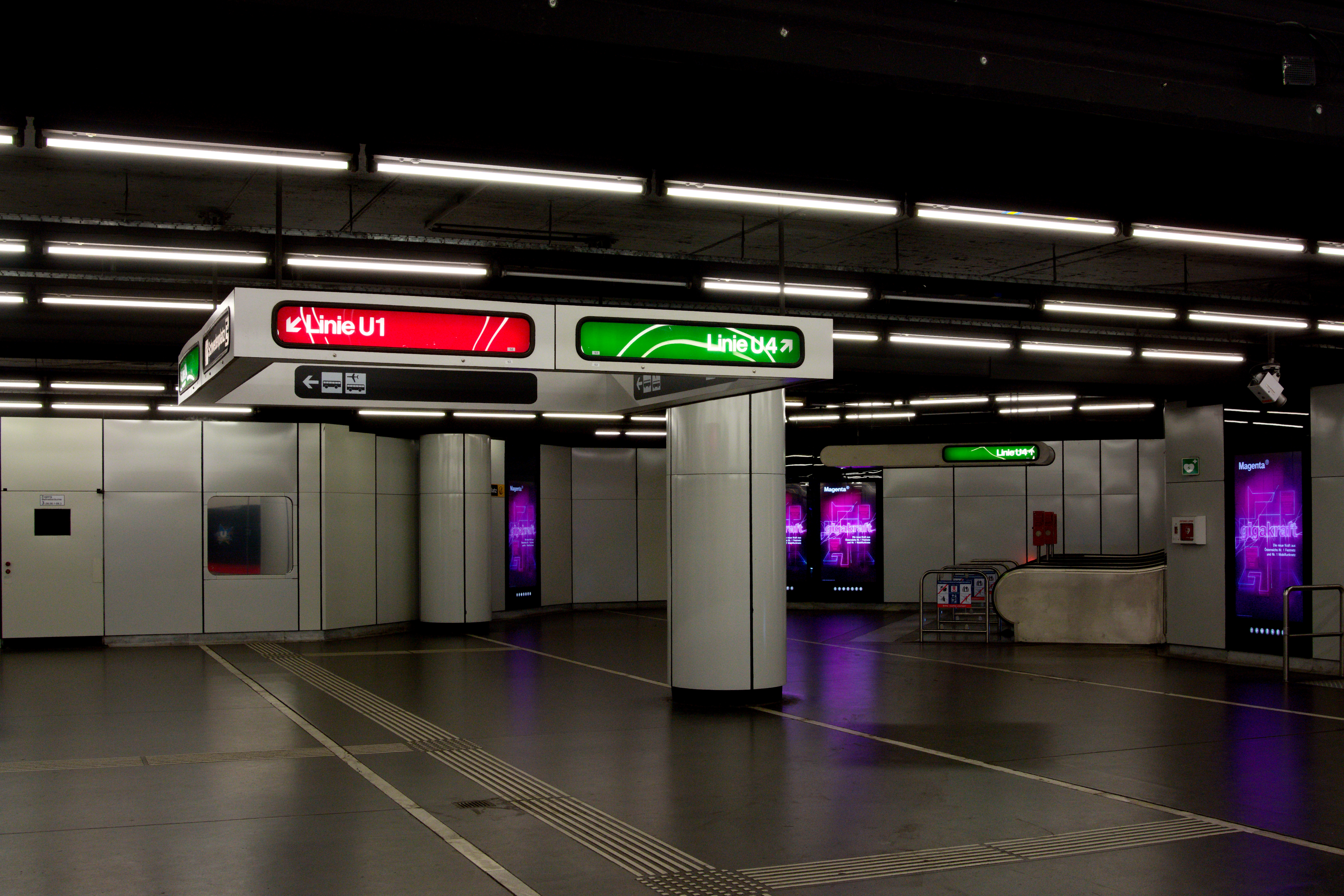

### Desserte

Station U1
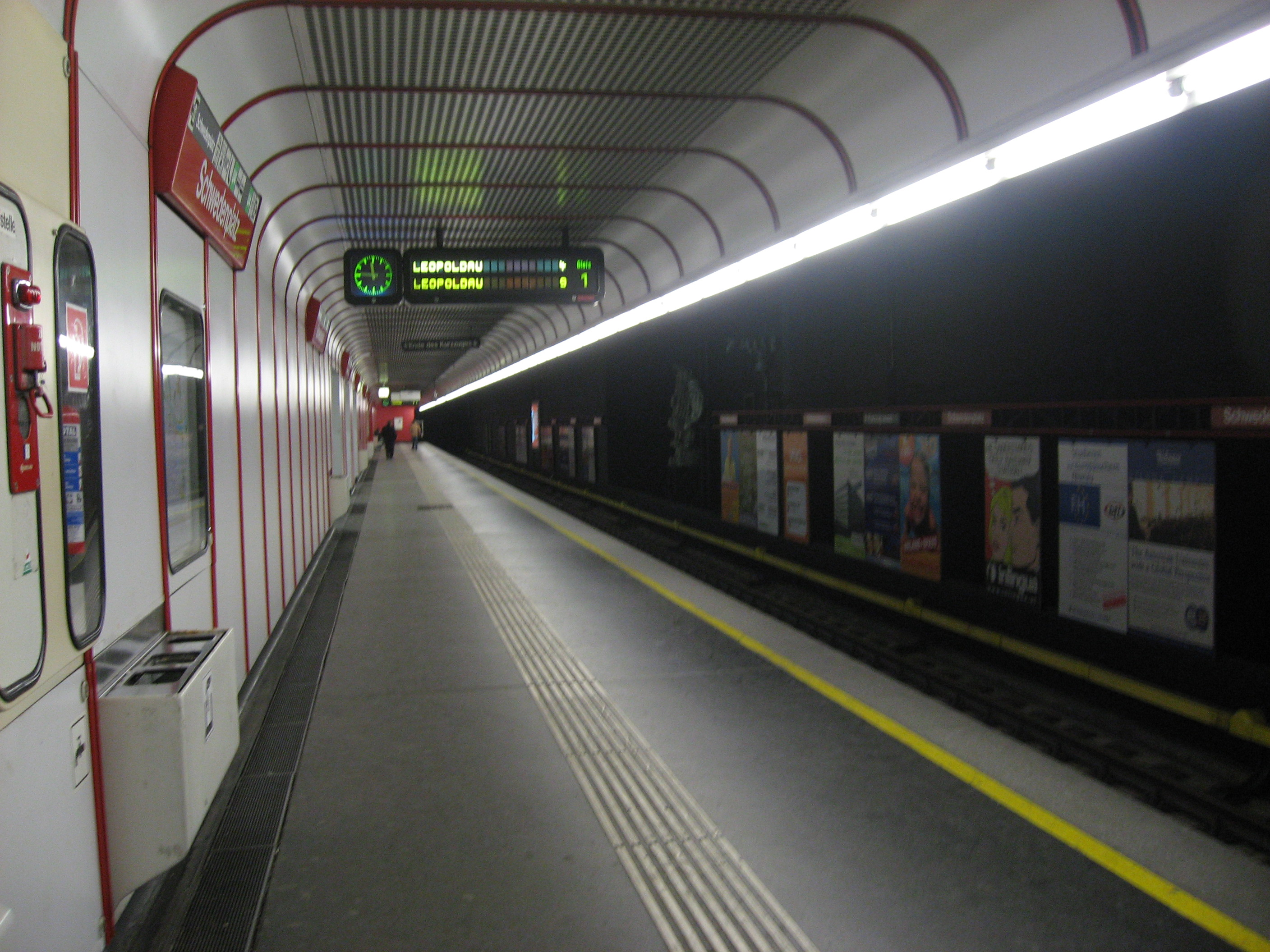
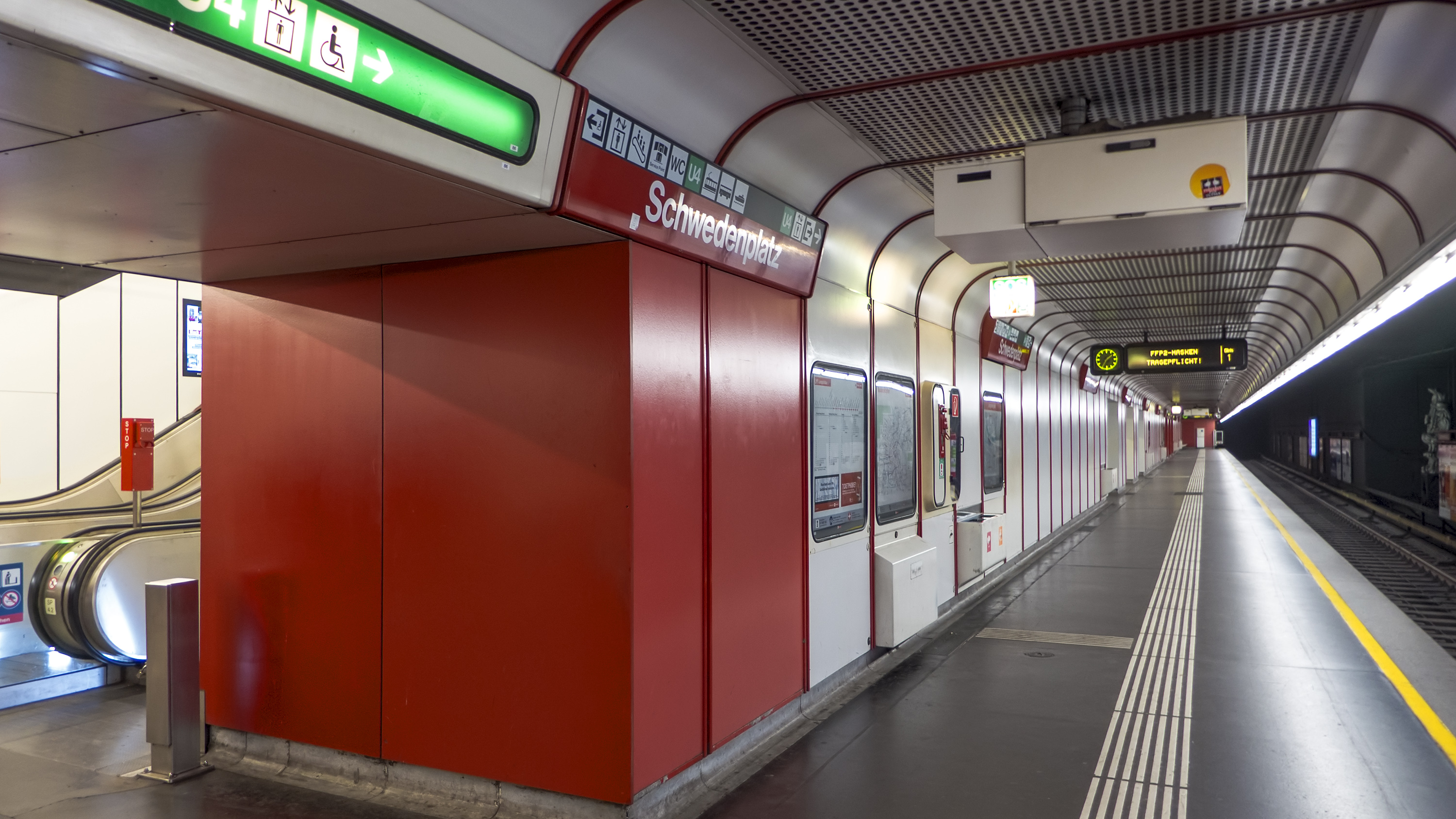
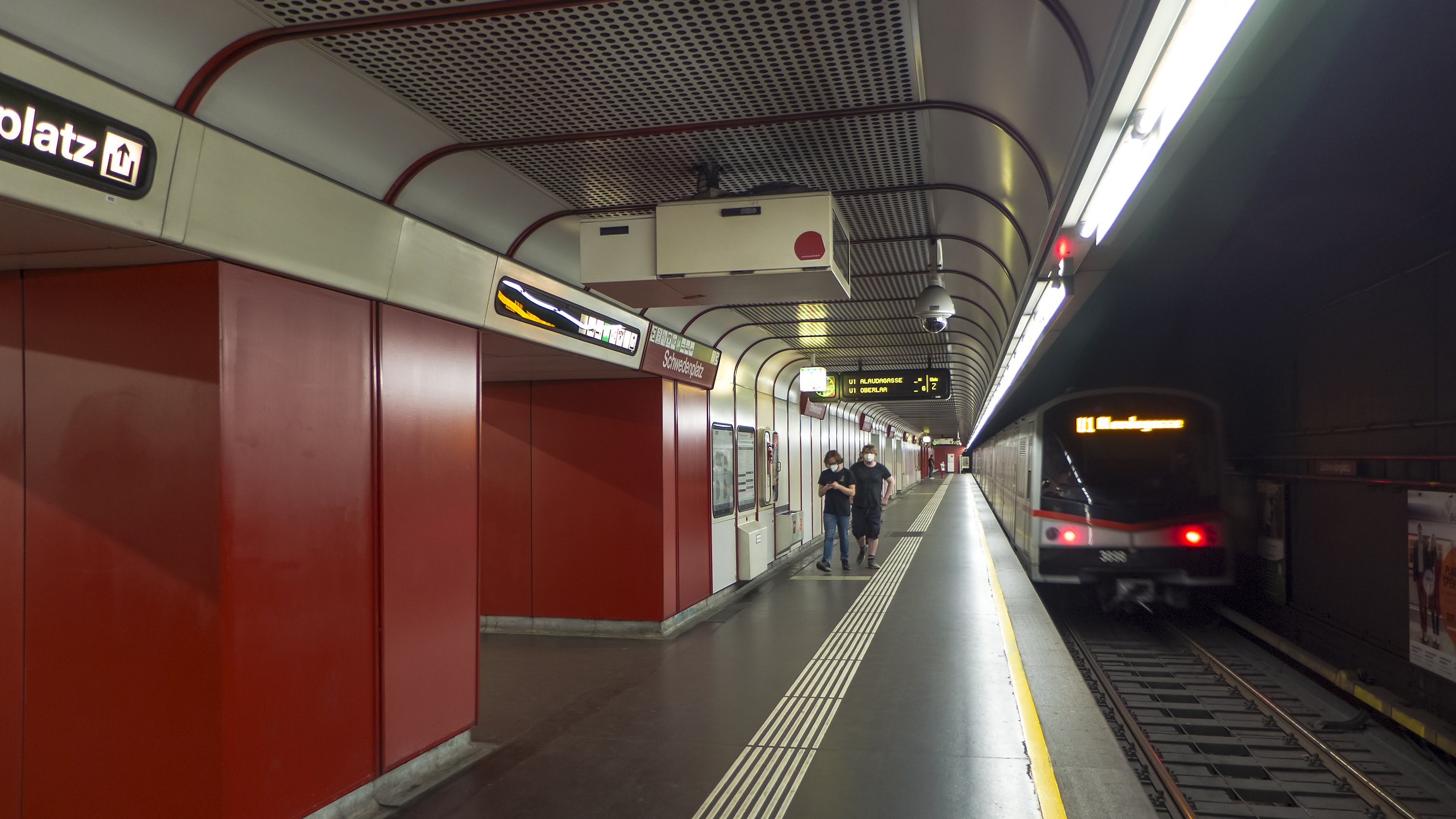

Station U4
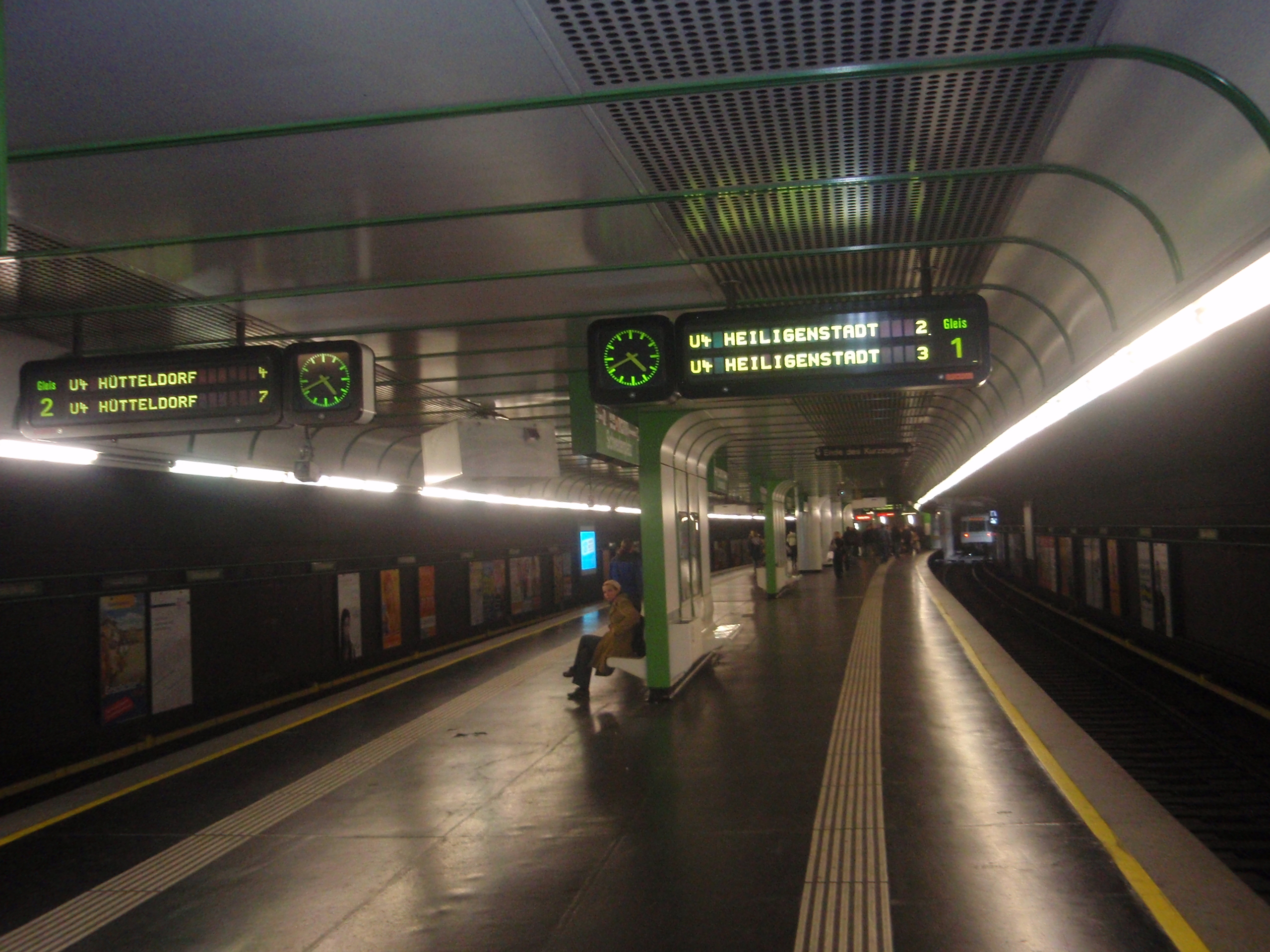
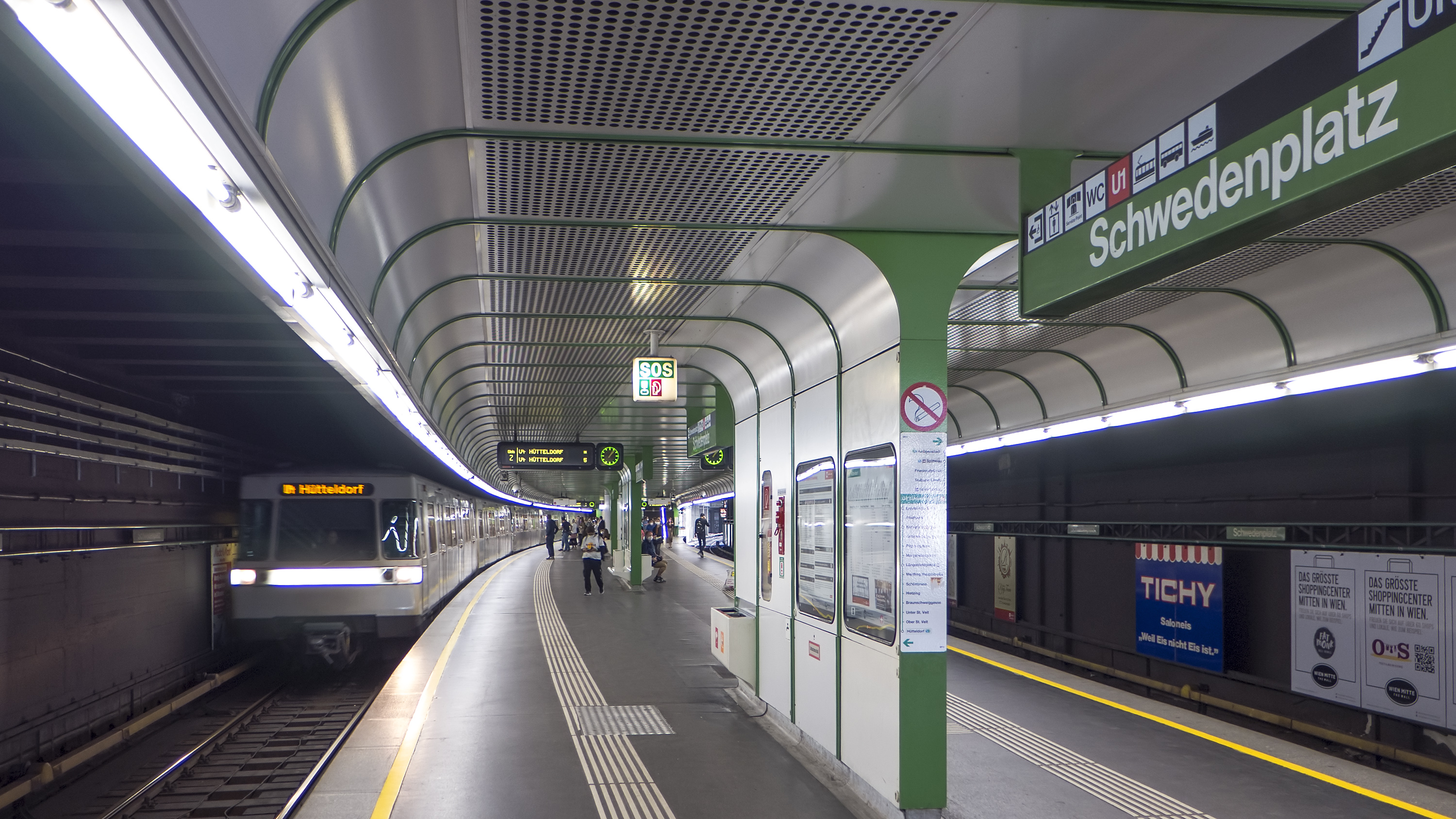
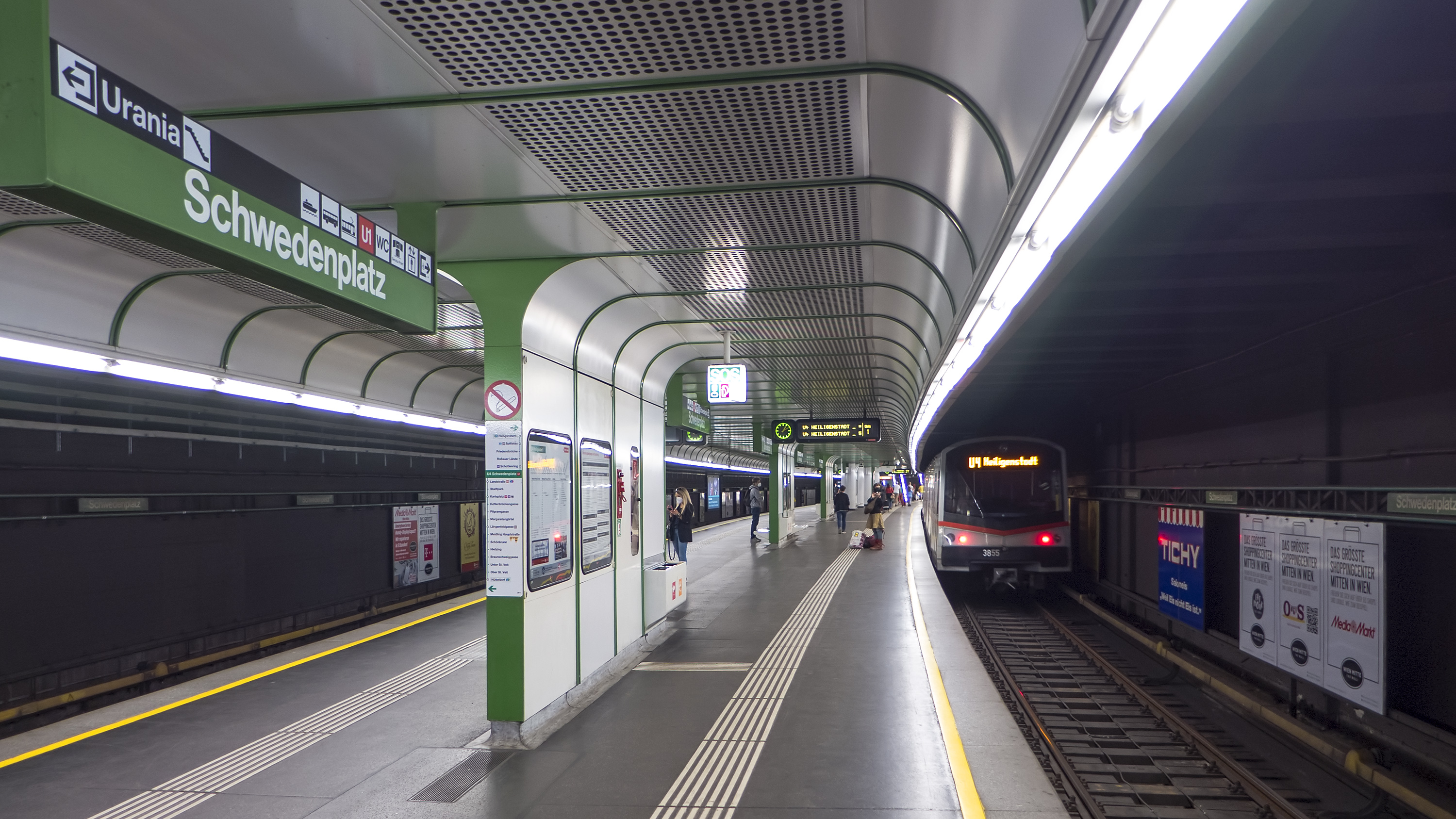

### Intermodalité
Les sorties mènent au moyen d'escalators sur la Schwedenplatz (sortie Laurenzerberg pour le tramway ou sortie Rotenturmstraße entre Hafnersteig et Rotenturmstraße, possibilité de changement vers la ligne 2A et les lignes pour l'aéroport de Vienne) et par un escalier ferme en direction d'Urania.